# Juin 1998

## 1erjuin
- Union européenne : entrée en fonction de la Banque centrale européenne.

## 2 juin
- 86e conférence internationale du Travail: convention interdisant les formes les plus dangereuses du travail des enfants.
- Informatique : découverte du virus informatique CIH à Taïwan.

## 3 juin
- France : création de l'association altermondialiste Attac France.
- Allemagne : le déraillement d'un TGV Intercity-Express à Eschede entre Hanovre et Hambourg entraîne la mort de 101 personnes, ce qui en fait le pire accident de TGV de l'histoire.

## 5 juin
- Royaume-Uni : rachat de Rolls-Royce par Volkswagen.

## 6 juin
- Sport : 
  - la joueuse de tennis espagnole Arantxa Sánchez Vicario remporte le tournoi de Roland Garros pour la seconde fois.
  - Départ de la soixante-sixième édition des 24 Heures du Mans.

## 7 juin
- États-Unis : 
  - Le journaliste Peter Arnett (en) publie un faux rapport sur l'opération Tailwind affirmant que du gaz sarin a été utilisé au cours de cette dernière pour éliminer un groupe de soldats américains déserteurs.
  - Meurtre de James Byrd, Jr. par trois suprémacistes blancs à Jasper dans l'Est du Texas.
- Guinée-Bissau : l'ancien général de brigade Ansoumane Mané prend le contrôle d'une caserne à Bissau initiant ainsi une sanglante guerre civile dans le pays.
- Sport : 
  - le joueur de tennis espagnol Carlos Moyà remporte le tournoi de Roland-Garros.
  - Formule 1 : Grand Prix automobile du Canada.

## 8 juin
- Serbie : l'Union européenne et les États-Unis imposent des sanctions à la Serbie du fait de sa politique au Kosovo.

## 9 juin
- Sport : cérémonie d'ouverture de la phase finale du Mondial 98.

## 10 juin
- Afrique : adoption à Ouagadougou par l'Union africaine du Protocole relatif à la Charte africaine des droits de l'homme et des peuples, portant création d'une Cour africaine des droits de l'homme et des peuples.

## 13 juin
- Japon : annonce d'une baisse historique du PIB nippon.
- France : la loi sur les 35 heures de Martine Aubry, ministre de l'Emploi et de la Solidarité, est adoptée.
- Mer : le navigateur français Éric Tabarly, 66 ans, tombe de son bateau et disparaît en mer d'Irlande dans la nuit du 12 au 13 juin.

## 16 juin
- France : verdict au procès du meurtre de la députée UDF ex-FN Yann Piat devant la cour d'assises du Var : condamnation à la perpétuité du commanditaire, Gérard Finale, et du tireur, Lucien Ferri, vingt ans de réclusion pour le conducteur de la moto, Marco di Caro

## 18 juin
- Royaume-Uni : instauration d'un salaire minimum (3,6 £) au Royaume-Uni.

## 25 juin
- Chine : visite de Bill Clinton en Chine (25 juin-3 juillet).
- Algérie : assassinat du chanteur d'expression kabyle, Lounès Matoub, par un groupe armé inconnu.

## 28 juin
- Formule 1 : Grand Prix automobile de France.
- Informatique : Microsoft lance sa première version de Windows 98.

## 30 juin
- Discours du président de la Banque centrale européenne[1].

## Naissances en juin 1998
- 2 juin : 
  - Tereza Mihalíková, joueuse de tennis slovaque.
  - Mayco Vivas, joueur de rugby argentin.
- 3 juin : SinB, danseuse sud-coréenne, membre du groupe GFriend.
- 4 juin : Mohamed Bayo, footballeur international franco-guinéen.
- 5 juin : 
  - Romain Franco, joueur français de rugby.
  - Ioulia Lipnitskaïa, patineuse artistique russe.
- 8 juin : Maha Gouda, plongeuse égyptienne.
- 12 juin : Jean-Victor Makengo, footballeur français.
- 14 juin : Emily Siobhan Muteti, nageuse kényane.
- 15 juin : Rachel Covey, actrice américaine.
- 18 juin : Patricia Janečková, chanteuse d'opéra slovaque († 1er octobre 2023).
- 19 juin : 
  - Viktoriya Zeynep Güneş, nageuse ukrainienne puis turque.
  - Suzu Hirose, mannequin et actrice japonaise.
  - José Luis Rodríguez, footballeur panaméen.
  - Atticus Shaffer, acteur américain.
  - Max Svensson, footballeur suédois.
- 20 juin : 
  - Dante Fabbro, joueur canadien de hockey sur glace.
  - Kristof Ulenaers, golfeur belge.
- 23 juin : Isabela Onyshko, gymnaste artistique canadienne.
- 24 juin : Pierre-Luc Dubois, joueur canadien de hockey sur glace.
- 29 juin : 
  - Gjon Muharremaj dit Gjon's Tears, chanteur.
  - Michael Porter Jr., basketteur américain.
- 30 juin : Houssem Aouar, footballeur français.

## Décès en juin 1998
11 juin : Jacques Emmanuel, acteur français.
13 juin : Éric Tabarly, navigateur français.
23 juin : Maureen O'Sullivan, actrice irlandaise.
24 juin : Jean Mercure, acteur, adaptateur, metteur en scène et homme de théâtre français et Jandeline, comédienne française.